# Hanover Street
Hanover Street is een Britse film uit 1979 onder regie van Peter Hyams.

## Verhaal
Tijdens de Tweede Wereldoorlog ontmoet David Halloran (Harrison Ford), een Amerikaanse piloot die gestationeerd is in Londen de Engelse verpleegster Margaret Sellinger (Lesley-Anne Down). Het is voor beiden liefde op het eerste gezicht, alhoewel Margaret reeds gehuwd is, hetgeen ze geheimhoudt voor haar Amerikaanse geliefde. Luitenant Haloran wordt op een geheime missie gestuurd samen met geheim agent Paul Sellinger (Christopher Plummer), de echtgenoot van Margaret. Boven Frankrijk wordt echter hun vliegtuig neergeschoten en als enige twee overlevenden moeten ze samenwerken om hun missie te volbrengen en terug in Londen te geraken. Verkleed als Duitse SS-officieren slagen ze er uiteindelijk in terug te keren. Als Margaret haar gewonde man komt opzoeken in het ziekenhuis ziet ze haar geliefde voor de laatste maal en neemt hij afscheid van haar.

## Rolverdeling
| Acteur              | Personage                 |
| ------------------- | ------------------------- |
| Harrison Ford       | Lt. David Halloran        |
| Lesley-Anne Down    | Margaret Sellinger        |
| Christopher Plummer | Paul Sellinger            |
| Alec McCowen        | majoor Trumbo Marty Lynch |
| Michael Sacks       | 2de Lt. Martin Hyer       |
| Patsy Kensit        | Sarah Sellinger           |
| Max Wall            | Harry Pike                |
| Shane Rimmer        | kolonel Ronald Bart       |